# Ghost (Band)/Diskografie
Diese Diskografie ist eine Übersicht über die musikalischen Werke der schwedischen Heavy-Metal-Band Ghost und ihren Veröffentlichungen als Ghost B.C. Den Schallplattenauszeichnungen zufolge hat sie bisher mehr als 5,6 Millionen Tonträger verkauft, davon alleine in ihrer Heimat über 190.000. Ihre erfolgreichste Veröffentlichung ist die Single Mary on a Cross mit über 1,8 Millionen verkauften Einheiten.

## Alben

### Studioalben
| Jahr | Titel Musiklabel                                                                  | Höchstplatzierung, Gesamtwochen, AuszeichnungChartplatzierungen (Jahr, Titel, Musiklabel, Platzierungen, Wochen, Auszeichnungen, Anmerkungen) | Höchstplatzierung, Gesamtwochen, AuszeichnungChartplatzierungen (Jahr, Titel, Musiklabel, Platzierungen, Wochen, Auszeichnungen, Anmerkungen) | Höchstplatzierung, Gesamtwochen, AuszeichnungChartplatzierungen (Jahr, Titel, Musiklabel, Platzierungen, Wochen, Auszeichnungen, Anmerkungen) | Höchstplatzierung, Gesamtwochen, AuszeichnungChartplatzierungen (Jahr, Titel, Musiklabel, Platzierungen, Wochen, Auszeichnungen, Anmerkungen) | Höchstplatzierung, Gesamtwochen, AuszeichnungChartplatzierungen (Jahr, Titel, Musiklabel, Platzierungen, Wochen, Auszeichnungen, Anmerkungen) | Höchstplatzierung, Gesamtwochen, AuszeichnungChartplatzierungen (Jahr, Titel, Musiklabel, Platzierungen, Wochen, Auszeichnungen, Anmerkungen) | Höchstplatzierung, Gesamtwochen, AuszeichnungChartplatzierungen (Jahr, Titel, Musiklabel, Platzierungen, Wochen, Auszeichnungen, Anmerkungen) | Anmerkungen                                                               | [↑]: gemeinsam behandelt mit vorhergehendem Eintrag; [←]: in beiden Charts platziert |
| Jahr | Titel Musiklabel                                                                  | DE | AT | CH | UK | US | Rock | SE | Anmerkungen                                                               |                                                                                      |
| ---- | --------------------------------------------------------------------------------- | --- | --- | --- | --- | --- | --- | --- | ------------------------------------------------------------------------- | ------------------------------------------------------------------------------------ |
| 2010 | Opus Eponymous Rise Above Records (PHD)                                           | DE90 a (1 Wo.)DE | — | — | — | — | — | SE30 (15 Wo.)SE | Erstveröffentlichung: 18. Oktober 2010                                    |                                                                                      |
| 2013 | Infestissumam Rise Above Records (PHD)                                            | DE85 (1 Wo.)DE | — | — | UK58 (1 Wo.)UK | US28 (2 Wo.)US | Rock10 (2 Wo.)Rock | SE1 Gold · (22 Wo.)SE | Erstveröffentlichung: 10. April 2013 Verkäufe: + 20.000                   |                                                                                      |
| 2013 | Infestissumam Redux Rise Above Records (PHD)[DE: ↑]                               | DE85 (1 Wo.)DE | — | —[UK: ↑][US: ↑][Rock: ↑] | UK58 (1 Wo.)UK | US28 (2 Wo.)US | Rock10 (2 Wo.)Rock | SE8 (1 Wo.)SE | Erstveröffentlichung: 20. November 2013 Infestissumam + If You Have Ghost |                                                                                      |
| 2015 | Meliora Spinefarm Records (UMG)                                                   | DE19 (3 Wo.)DE | AT41 (1 Wo.)AT | CH14 (2 Wo.)CH | UK23 Silber · (2 Wo.)UK | US8 (3 Wo.)US | Rock2 (11 Wo.)Rock | SE1 Platin · (56 Wo.)SE | Erstveröffentlichung: 21. August 2015 Verkäufe: + 140.000                 |                                                                                      |
| 2016 | Meliora Redux Spinefarm Records (UMG)[DE: ↑][AT: ↑][CH: ↑][UK: ↑][US: ↑][Rock: ↑] | DE19 (3 Wo.)DE | AT41 (1 Wo.)AT | CH14 (2 Wo.)CH | UK23 Silber · (2 Wo.)UK | US8 (3 Wo.)US | Rock2 (11 Wo.)Rock | SE5 (1 Wo.)SE | Erstveröffentlichung: 16. September 2016 Meliora + Popestar               |                                                                                      |
| 2018 | Prequelle Spinefarm Records (UMG)                                                 | DE2 (12 Wo.)DE | AT6 (5 Wo.)AT | CH2 (6 Wo.)CH | UK10 Silber · (2 Wo.)UK | US3 (4 Wo.)US | Rock1 (4 Wo.)Rock | SE1 Platin · (33 Wo.)SE | Erstveröffentlichung: 1. Juni 2018 Verkäufe: + 100.000                    |                                                                                      |
| 2022 | Impera Spinefarm Records (UMG)                                                    | DE1 (10 Wo.)DE | AT1 (7 Wo.)AT | CH5 (7 Wo.)CH | UK2 Silber · (3 Wo.)UK | US2 (3 Wo.)US | Rock1 (4 Wo.)Rock | SE1 Platin · (18 Wo.)SE | Erstveröffentlichung: 11. März 2022 Verkäufe: + 100.000                   |                                                                                      |
| 2025 | Skeletá Spinefarm Records (UMG)                                                   | DE1 (… Wo.)DE | AT1 (7 Wo.)AT | CH1 (… Wo.)CH | UK2 (… Wo.)UK | US1 (3 Wo.)US | Rock1 (… Wo.)Rock | SE1 (… Wo.)SE | Erstveröffentlichung: 25. April 2025                                      |                                                                                      |

### Livealben
| Jahr | Titel Musiklabel                              | Höchstplatzierung, Gesamtwochen, AuszeichnungChartplatzierungen (Jahr, Titel, Musiklabel, Platzierungen, Wochen, Auszeichnungen, Anmerkungen) | Höchstplatzierung, Gesamtwochen, AuszeichnungChartplatzierungen (Jahr, Titel, Musiklabel, Platzierungen, Wochen, Auszeichnungen, Anmerkungen) | Höchstplatzierung, Gesamtwochen, AuszeichnungChartplatzierungen (Jahr, Titel, Musiklabel, Platzierungen, Wochen, Auszeichnungen, Anmerkungen) | Höchstplatzierung, Gesamtwochen, AuszeichnungChartplatzierungen (Jahr, Titel, Musiklabel, Platzierungen, Wochen, Auszeichnungen, Anmerkungen) | Höchstplatzierung, Gesamtwochen, AuszeichnungChartplatzierungen (Jahr, Titel, Musiklabel, Platzierungen, Wochen, Auszeichnungen, Anmerkungen) | Höchstplatzierung, Gesamtwochen, AuszeichnungChartplatzierungen (Jahr, Titel, Musiklabel, Platzierungen, Wochen, Auszeichnungen, Anmerkungen) | Höchstplatzierung, Gesamtwochen, AuszeichnungChartplatzierungen (Jahr, Titel, Musiklabel, Platzierungen, Wochen, Auszeichnungen, Anmerkungen) | Anmerkungen                            |
| Jahr | Titel Musiklabel                              | DE | AT | CH | UK | US | Rock | SE | Anmerkungen                            |
| ---- | --------------------------------------------- | --- | --- | --- | --- | --- | --- | --- | -------------------------------------- |
| 2017 | Ceremony and Devotion Spinefarm Records (UMG) | DE53 (1 Wo.)DE | — | CH61 (1 Wo.)CH | — | — | Rock39 (1 Wo.)Rock | SE2 (1 Wo.)SE | Erstveröffentlichung: 8. Dezember 2017 |

### Kompilationen
| Jahr | Titel Musiklabel                        | Anmerkungen                            |
| ---- | --------------------------------------- | -------------------------------------- |
| 2023 | 13 Commandments Spinefarm Records (UMG) | Erstveröffentlichung: 1. Dezember 2023 |

### Soundtracks
| Jahr | Titel Musiklabel                                                                | Höchstplatzierung, Gesamtwochen, AuszeichnungChartplatzierungen (Jahr, Titel, Musiklabel, Platzierungen, Wochen, Auszeichnungen, Anmerkungen) | Höchstplatzierung, Gesamtwochen, AuszeichnungChartplatzierungen (Jahr, Titel, Musiklabel, Platzierungen, Wochen, Auszeichnungen, Anmerkungen) | Höchstplatzierung, Gesamtwochen, AuszeichnungChartplatzierungen (Jahr, Titel, Musiklabel, Platzierungen, Wochen, Auszeichnungen, Anmerkungen) | Höchstplatzierung, Gesamtwochen, AuszeichnungChartplatzierungen (Jahr, Titel, Musiklabel, Platzierungen, Wochen, Auszeichnungen, Anmerkungen) | Höchstplatzierung, Gesamtwochen, AuszeichnungChartplatzierungen (Jahr, Titel, Musiklabel, Platzierungen, Wochen, Auszeichnungen, Anmerkungen) | Höchstplatzierung, Gesamtwochen, AuszeichnungChartplatzierungen (Jahr, Titel, Musiklabel, Platzierungen, Wochen, Auszeichnungen, Anmerkungen) | Höchstplatzierung, Gesamtwochen, AuszeichnungChartplatzierungen (Jahr, Titel, Musiklabel, Platzierungen, Wochen, Auszeichnungen, Anmerkungen) | Anmerkungen                         |
| Jahr | Titel Musiklabel                                                                | DE | AT | CH | UK | US | Rock | SE | Anmerkungen                         |
| ---- | ------------------------------------------------------------------------------- | --- | --- | --- | --- | --- | --- | --- | ----------------------------------- |
| 2024 | Rite Here Rite Now (Original Motion Picture Soundtrack) Spinefarm Records (UMG) | DE6 (2 Wo.)DE | AT7 (1 Wo.)AT | CH9 (1 Wo.)CH | UK10 (1 Wo.)UK | US21 (1 Wo.)US | Rock5 (1 Wo.)Rock | SE1 (2 Wo.)SE | Erstveröffentlichung: 26. Juli 2024 |

### EPs
| Jahr | Titel Musiklabel                                      | Höchstplatzierung, Gesamtwochen, AuszeichnungChartplatzierungen (Jahr, Titel, Musiklabel, Platzierungen, Wochen, Auszeichnungen, Anmerkungen) | Höchstplatzierung, Gesamtwochen, AuszeichnungChartplatzierungen (Jahr, Titel, Musiklabel, Platzierungen, Wochen, Auszeichnungen, Anmerkungen) | Höchstplatzierung, Gesamtwochen, AuszeichnungChartplatzierungen (Jahr, Titel, Musiklabel, Platzierungen, Wochen, Auszeichnungen, Anmerkungen) | Höchstplatzierung, Gesamtwochen, AuszeichnungChartplatzierungen (Jahr, Titel, Musiklabel, Platzierungen, Wochen, Auszeichnungen, Anmerkungen) | Höchstplatzierung, Gesamtwochen, AuszeichnungChartplatzierungen (Jahr, Titel, Musiklabel, Platzierungen, Wochen, Auszeichnungen, Anmerkungen) | Höchstplatzierung, Gesamtwochen, AuszeichnungChartplatzierungen (Jahr, Titel, Musiklabel, Platzierungen, Wochen, Auszeichnungen, Anmerkungen) | Höchstplatzierung, Gesamtwochen, AuszeichnungChartplatzierungen (Jahr, Titel, Musiklabel, Platzierungen, Wochen, Auszeichnungen, Anmerkungen) | Anmerkungen                              |
| Jahr | Titel Musiklabel                                      | DE | AT | CH | UK | US | Rock | SE | Anmerkungen                              |
| ---- | ----------------------------------------------------- | --- | --- | --- | --- | --- | --- | --- | ---------------------------------------- |
| 2013 | If You Have Ghost Rise Above Records (PHD)            | — | — | — | — | US87 (1 Wo.)US | Rock24 (1 Wo.)Rock | — | Erstveröffentlichung: 15. November 2013  |
| 2016 | Popestar Spinefarm Records (UMG)                      | — | — | — | UK85 (1 Wo.)UK | US16 (2 Wo.)US | Rock1 (4 Wo.)Rock | SE3 (3 Wo.)SE | Erstveröffentlichung: 15. September 2016 |
| 2019 | Seven Inches of Satanic Panic Spinefarm Records (UMG) | — | — | — | — | — | — | — | Erstveröffentlichung: 13. September 2019 |
| 2023 | Phantomime Loma Vista Recordings (Concord)            | DE11 (1 Wo.)DE | AT8 (1 Wo.)AT | CH7 (1 Wo.)CH | UK8 (1 Wo.)UK | US7 (1 Wo.)US | Rock2 (1 Wo.)Rock | SE1 (2 Wo.)SE | Erstveröffentlichung: 18. Mai 2023       |

## Singles
| Jahr | Titel Album                                                                          | Höchstplatzierung, Gesamtwochen, AuszeichnungChartplatzierungen (Jahr, Titel, Album, Platzierungen, Wochen, Auszeichnungen, Anmerkungen) | Höchstplatzierung, Gesamtwochen, AuszeichnungChartplatzierungen (Jahr, Titel, Album, Platzierungen, Wochen, Auszeichnungen, Anmerkungen) | Höchstplatzierung, Gesamtwochen, AuszeichnungChartplatzierungen (Jahr, Titel, Album, Platzierungen, Wochen, Auszeichnungen, Anmerkungen) | Höchstplatzierung, Gesamtwochen, AuszeichnungChartplatzierungen (Jahr, Titel, Album, Platzierungen, Wochen, Auszeichnungen, Anmerkungen) | Höchstplatzierung, Gesamtwochen, AuszeichnungChartplatzierungen (Jahr, Titel, Album, Platzierungen, Wochen, Auszeichnungen, Anmerkungen) | Höchstplatzierung, Gesamtwochen, AuszeichnungChartplatzierungen (Jahr, Titel, Album, Platzierungen, Wochen, Auszeichnungen, Anmerkungen) | Höchstplatzierung, Gesamtwochen, AuszeichnungChartplatzierungen (Jahr, Titel, Album, Platzierungen, Wochen, Auszeichnungen, Anmerkungen) | Anmerkungen                                                                            |
| Jahr | Titel Album                                                                          | DE | AT | CH | UK | US | Rock | SE | Anmerkungen                                                                            |
| --- | ------------------------------------------------------------------------------------ | --- | --- | --- | --- | --- | --- | --- | -------------------------------------------------------------------------------------- |
| 2010 | Elizabeth Opus Eponymous                                                             | — | — | — | — | — | — | — | Erstveröffentlichung: 20. Juni 2010                                                    |
| 2013 | Year Zero Infestissumam                                                              | — | — | — | — | — | — | SE— GoldSE | Erstveröffentlichung: 10. April 2013 Verkäufe: + 20.000                                |
| 2013 | Secular Haze Infestissumam                                                           | — | — | — | — | — | — | — | Erstveröffentlichung: 17. April 2013                                                   |
| 2015 | Cirice Meliora                                                                       | — | — | — | — | US— GoldUS | Rock46 (1 Wo.)Rock | SE— GoldSE | Erstveröffentlichung: 30. Mai 2015 Verkäufe: + 560.000; Grammy: Best Metal Performance |
| 2015 | From the Pinnacle to the Pit Meliora                                                 | — | — | — | — | — | — | — | Erstveröffentlichung: 17. Juli 2015                                                    |
| 2015 | Majesty Meliora                                                                      | — | — | — | — | — | — | — | Erstveröffentlichung: 7. August 2015                                                   |
| 2016 | Square Hammer Popestar                                                               | — | — | — | — | US— PlatinUS | Rock23 (20 Wo.)Rock | SE75 (1 Wo.)SE | Erstveröffentlichung: 16. September 2016 Verkäufe: + 1.070.000                         |
| 2017 | He Is Meliora                                                                        | — | — | — | — | — | — | SE64 Platin · (6 Wo.)SE | Erstveröffentlichung: 25. August 2017 Verkäufe: + 70.000                               |
| 2018 | Rats Prequelle                                                                       | — | — | — | — | US— GoldUS | Rock16 (20 Wo.)Rock | SE83 (2 Wo.)SE | Erstveröffentlichung: 12. April 2018 Verkäufe: + 540.000                               |
| 2018 | Dance Macabre Prequelle                                                              | — | — | — | — | US— GoldUS | Rock17 (20 Wo.)Rock | SE68 (2 Wo.)SE | Erstveröffentlichung: 17. Mai 2018 Verkäufe: + 590.000                                 |
| 2018 | Faith Prequelle                                                                      | — | — | — | — | — | — | SE100 (1 Wo.)SE | Erstveröffentlichung: 2. Februar 2019                                                  |
| 2021 | Hunter’s Moon Impera                                                                 | — | — | — | — | — | Rock36 (1 Wo.)Rock | SE82 (1 Wo.)SE | Erstveröffentlichung: 30. September 2021                                               |
| 2022 | Call Me Little Sunshine Impera                                                       | — | — | — | — | US— GoldUS | Rock34 (8 Wo.)Rock | SE69 (2 Wo.)SE | Erstveröffentlichung: 20. Januar 2022 Verkäufe: + 540.000                              |
| 2022 | Twenties Impera                                                                      | — | — | — | — | — | — | — | Erstveröffentlichung: 2. März 2022                                                     |
| 2022 | Mary on a Cross Seven Inches of Satanic Panic                                        | DE41 (6 Wo.)DE | AT31 (8 Wo.)AT | CH37 Platin · (6 Wo.)CH | UK28 Gold · (7 Wo.)UK | US90 Platin · (2 Wo.)US | Rock11 b (20 Wo.)Rock | SE16 (13 Wo.)SE | Erstveröffentlichung: 26. August 2022 Verkäufe: + 1.890.000                            |
| 2023 | Spillways Impera                                                                     | — | — | — | — | — | — | — | Erstveröffentlichung: 26. Januar 2023                                                  |
| 2023 | Jesus He Knows Me Phantomime                                                         | — | — | — | — | — | — | — | Erstveröffentlichung: 9. April 2023 Original: Genesis                                  |
| 2023 | Phantom of the Opera Phantomime                                                      | — | — | — | — | — | — | — | Erstveröffentlichung: 16. Mai 2023 Original: Iron Maiden                               |
| 2023 | Stay –                                                                               | — | — | — | — | — | — | — | Erstveröffentlichung: 7. Juli 2023 feat. Patrick Wilson; Original: Shakespears Sister  |
| 2023 | Mavhoko –                                                                            | — | — | — | — | — | — | — | Erstveröffentlichung: 1. Dezember 2023 feat. Optimist Music ZA, Agzo & Thama Tee       |
| 2024 | The Future Is a Foreign Land Rite Here Rite Now (Original Motion Picture Soundtrack) | — | — | — | — | — | — | — | Erstveröffentlichung: 21. Juni 2024                                                    |
| 2025 | Satanized Skeletá                                                                    | — | — | — | — | — | Rock32 (4 Wo.)Rock | SE75 (1 Wo.)SE | Erstveröffentlichung: 5. März 2025                                                     |
| 2025 | Lachryma Skeletá                                                                     | — | — | — | UK86 (1 Wo.)UK | — | Rock30 (2 Wo.)Rock | SE67 (5 Wo.)SE | Erstveröffentlichung: 11. April 2025                                                   |
| 2025 | Peacefield Skeletá                                                                   | — | — | — | — | — | Rock32 (… Wo.)Rock | SE28 (4 Wo.)SE | Erstveröffentlichung: 22. April 2025                                                   |
| Folgende Lieder erschienen nicht als Single, wurden aber durch das Album zum Download und Streaming bereitgestellt und konnten somit eine Platzierung erlangen: |                                                                                      | | | | | | | |                                                                                        |
| |                                                                                      | | | | | | | |                                                                                        |
| 2019 | Kiss the Go-Goat Seven Inches of Satanic Panic                                       | — | — | — | — | — | Rock17 (1 Wo.)Rock | — | Charteinstieg: 28. September 2019                                                      |
| 2022 | Watcher in the Sky Impera                                                            | — | — | — | — | — | — | SE95 (1 Wo.)SE | Charteinstieg: 18. März 2022                                                           |

## Musikvideos
| Jahr | Titel                        | Regie               |
| ---- | ---------------------------- | ------------------- |
| 2013 | Secular Haze                 | Amir Chamdin        |
| 2013 | Year Zero                    | Amir Chamdin        |
| 2013 | Monstrance Clock             | Rob Semmer          |
| 2015 | Cirice                       | Robert Schober      |
| 2015 | From the Pinnacle to the Pit | Zev Deans           |
| 2016 | Square Hammer                | Zev Deans           |
| 2017 | He Is                        | Zev Deans           |
| 2018 | Rats                         | Robert Schober      |
| 2018 | Dance Macabre                | Zev Deans           |
| 2019 | Kiss the Go-Goat             |                     |
| 2021 | Life Eternal                 | Ryan Chang          |
| 2021 | Hunter’s Moon                | Amanda Scheer-Demme |
| 2022 | Call Me Little Sunshine      | Matt Mahurin        |
| 2022 | Spillways                    | Amir Chamdin        |
| 2023 | Jesus He Knows Me            | Alex Ross Perry     |
| 2024 | Mary on a Cross              | Sean Donnelly       |
| 2024 | The Future Is a Foreign Land | Sean Donnelly       |
| 2025 | Satanized                    | Amir Chamdin        |
| 2025 | Lachryma                     | Amir Chamdin        |
| 2025 | Peacefield                   | Amir Chamdin        |

## Promoveröffentlichungen
| Jahr | Titel Album                | Anmerkungen                                                                      |
| ---- | -------------------------- | -------------------------------------------------------------------------------- |
| 2012 | Secular Haze Infestissumam | Erstveröffentlichung: 16. Dezember 2012 kostenloser Download bei secularhaze.com |

| Jahr | Titel Album                                     | Anmerkungen                                                  |
| ---- | ----------------------------------------------- | ------------------------------------------------------------ |
| 2013 | Stand by Him Opus Eponymous                     | Erstveröffentlichung: 2013                                   |
| 2018 | Life Eternal Prequelle                          | Erstveröffentlichung: 2018                                   |
| 2021 | Enter Sandman The Metallica Blacklist (Sampler) | Erstveröffentlichung: 10. September 2021 Original: Metallica |

| Jahr | Titel Album                                                         | Anmerkungen                                                                |
| ---- | ------------------------------------------------------------------- | -------------------------------------------------------------------------- |
| 2022 | Enter Sandman / Don’t Tread on Me The Metallica Blacklist (Sampler) | Erstveröffentlichung: 25. Januar 2022 Ghost / Volbeat; Original: Metallica |

## Sonderveröffentlichungen

### Alben
| Jahr | Titel Musiklabel              | Anmerkungen                                                    |
| ---- | ----------------------------- | -------------------------------------------------------------- |
| 2019 | Ghost Hot Stuff Records (HSR) | Erstveröffentlichung: 6. Februar 2019 Verkäufe: 99 (limitiert) |

| Jahr | Titel Musiklabel        | Anmerkungen                |
| ---- | ----------------------- | -------------------------- |
| 2009 | Demo 2010 Eigenvertrieb | Erstveröffentlichung: 2009 |

### Lieder
| Jahr | Titel Album                           | Anmerkungen                                               |
| ---- | ------------------------------------- | --------------------------------------------------------- |
| 2021 | Enter Sandman The Metallica Blacklist | Erstveröffentlichung: 1. Oktober 2021 Original: Metallica |

## Statistik

### Chartauswertung
|                     | DE    | AT    | CH    | UK    | US    | Rock       | SE     |
| ------------------- | ----- | ----- | ----- | ----- | ----- | ---------- | ------ |
| Nummer-eins-Alben   | DE2DE | AT2AT | CH1CH | UK—UK | US1US | Rock4Rock  | SE7SE  |
| Top-10-Alben        | DE4DE | AT5AT | CH5CH | UK5UK | US5US | Rock8Rock  | SE11SE |
| Alben in den Charts | DE9DE | AT6AT | CH7CH | UK8UK | US9US | Rock10Rock | SE12SE |

|                       | DE    | AT    | CH    | UK    | US    | Rock       | SE     |
| --------------------- | ----- | ----- | ----- | ----- | ----- | ---------- | ------ |
| Nummer-eins-Singles   | DE—DE | AT—AT | CH—CH | UK—UK | US—US | Rock—Rock  | SE—SE  |
| Top-10-Singles        | DE—DE | AT—AT | CH—CH | UK—UK | US—US | Rock—Rock  | SE—SE  |
| Singles in den Charts | DE1DE | AT1AT | CH1CH | UK2UK | US1US | Rock11Rock | SE12SE |

### Auszeichnungen für Musikverkäufe
| Goldene Schallplatte - Brasilien - 2024: für die Single Dance Macabre - Frankreich - 2024: für die Single Mary on a Cross - Italien - 2023: für die Single Mary on a Cross - Kanada - 2021: für die Single Dance Macabre - 2021: für die Single Square Hammer - 2022: für die Single Mary on a Cross - 2023: für die Single Call Me Little Sunshine - 2023: für das Album Meliora - 2023: für die Single Cirice - 2023: für die Single Rats - Norwegen - 2022: für die Single Dance Macabre - 2022: für die Single He Is - 2022: für die Single Square Hammer - 2022: für das Album Prequelle - Polen - 2024: für das Album Impera - Spanien - 2024: für die Single Mary on a Cross | Platin-Schallplatte - Australien - 2024: für die Single Mary on a Cross 2× Platin-Schallplatte - Brasilien - 2024: für die Single Mary on a Cross - Polen - 2024: für die Single Mary on a Cross |

Anmerkung: Auszeichnungen in Ländern aus den Charttabellen bzw. Chartboxen sind in ebendiesen zu finden.
| Land/RegionAuszeichnungen für Musikverkäufe (Land/Region, Auszeichnungen, Verkäufe, Quellen) | Silber     | Gold       | Platin       | Verkäufe  | Quellen              |
| -------------------------------------------------------------------------------------------- | ---------- | ---------- | ------------ | --------- | -------------------- |
| Australien (ARIA)                                                                            | —          | —          | Platin1      | 70.000    | aria.com.au          |
| Brasilien (PMB)                                                                              | —          | Gold1      | 2× Platin2   | 100.000   | pro-musicabr.org.br  |
| Frankreich (SNEP)                                                                            | —          | Gold1      | —            | 100.000   | snepmusique.com      |
| Italien (FIMI)                                                                               | —          | Gold1      | —            | 50.000    | fimi.it              |
| Kanada (MC)                                                                                  | —          | 7× Gold7   | —            | 280.000   | musiccanada.com      |
| Norwegen (IFPI)                                                                              | —          | 4× Gold4   | —            | 100.000   | ifpi.no              |
| Polen (ZPAV)                                                                                 | —          | Gold1      | 2× Platin2   | 110.000   | olis.pl              |
| Schweden (IFPI)                                                                              | —          | 3× Gold3   | 4× Platin4   | 210.000   | sverigetopplistan.se |
| Schweiz (IFPI)                                                                               | —          | —          | Platin1      | 20.000    | hitparade.ch         |
| Spanien (Promusicae)                                                                         | —          | Gold1      | —            | 30.000    | elportaldemusica.es  |
| Vereinigte Staaten (RIAA)                                                                    | —          | 4× Gold4   | 2× Platin2   | 4.000.000 | riaa.com             |
| Vereinigtes Königreich (BPI)                                                                 | 3× Silber3 | Gold1      | —            | 580.000   | bpi.co.uk            |
| Insgesamt                                                                                    | 3× Silber3 | 24× Gold24 | 12× Platin12 |           |                      |